# Луганская правда
«Луганська правда» (рос. Луганская правда) — масова суспільно-політична газета. Виходить з червні 1917 року тричі на тиждень. Реєстраційне свідоцтво ЛГ № 555 від 7 листопада 2001 року.

## Історія
Перший номер «Луганская правда» вийшов у червні 1917 року. Тоді газета називалася «Донецкий пролетарий», підписав її у світ засновник і перший редактор Климент Ворошилов.
З 1917 по 1919 рік з першого номера від 14 червня 1917 року газета називалася «Донецкий пролетарий». Газета була органом Луганського комітету РСДРП. Вона була щоденною.
З 1918 — «Луганський революційний вісник».
З 1919 — «Донецько-криворізький комуніст». Орган Донецько-Криворізького комітету КП(б)У. Щоденна газета
З грудня 1919 р. «Ізвєстія ревкому».
З 1920 р № 1 від 16 січня «Ізвєстія» Донецького губвійськревкома і бюро губкому КП(б)У
З № 1 від 18 липня 1920 «Всеросійська кочегарка» Орган Донгубревкома, губкому КП(б)У і губвиконкому.
З № 108 від 10 грудня 1920 р. виходить як «Луганська правда». Орган Луганського повітпарткома і повітвиконкома. З 20 вересня 1930 по 5 листопада 1933 рр. — виходить українською мовою.
У 1935 Луганськ перейменований у Ворошиловград, відповідно з 1935 по 1942 рік газета називалася «Ворошиловградська правда». Щоденна газета міськпарткома, міськради і міськпрофради.
У 1942 році, під час окупації німецькими військами Луганську, газета припинила свій вихід.
1943–1958 рр. відновлює свій вихід з № 196 від 24 листопада 1943 р. Відповідальним редактором у листопаді 1943 року затвердили Карпова М.Г.
У 1958 р. область знову перейменована в Луганську. У 1958–1960 рр. — «Луганська правда». Орган Луганського обкому, міськкому КПУ та обласної Ради депутатів трудящих.

## Редколегія
- В. В. Михайличенко
- Т. Н. Віноградова (заступник головного редактора)
- Н. А. Полякова
- Р. Д. Боярчук